# 紐菲爾茲 (新罕布什爾州)
紐菲爾茲（英語：Newfields）是一個位於美國新罕布什爾州羅京安縣的鎮。

## 人口
根據2020年美國人口普查的數據，紐菲爾茲的面積為18.80平方千米，當中陸地面積為18.40平方千米，而水域面積為0.40平方千米。當地共有人口1769人，而人口密度為每平方千米94人。